# Manuel Palau
Manuel Palau Boix, né le 4 janvier 1893 à Alfara del Patriarca et mort le 18 février 1967 à Valence, est un compositeur espagnol et professeur au Conservatoire de Valence. On lui doit un grand nombre d’œuvres symphoniques, pour orchestre à vent, des œuvres chorales et de la musique de chambre. Il est l'un des compositeurs les plus populaires et les plus importants de son temps. Il a reçu le Premio Nacional de Música à deux reprises, en 1927 et en 1945. Il est un représentant de ce qu'on a appelé le style « méditerranéen », avec Vicente Asencio ou Óscar Esplá.
Les villes de Valence, Alfara del Patriarca, Llíria, Alaquàs et Xirivella lui ont consacré des rues. Une chorale espagnole porte son nom.

## Biographie
Manuel Palau a eu la chance d'être un contemporain d'un grand nombre d'artistes (peintres, poètes, musiciens) et de scientifiques de renommée internationale. Toutefois, il a également eu le malheur de vivre les événements horribles de l'insurrection armée contre le gouvernement légitime du pays. Il a vécu les horreurs de l'après-guerre, qui entravaient la production artistique. Mais le musicien a composé à Valence jusqu'à la fin de ses jours, motivé par la satisfaction que sa propre activité créatrice lui a donné.
Né à Alfara del Patriarca, il commence sa formation musicale au Conservatoire de Musique de Valence. Il a étudié la composition avec Charles Koechlin et Maurice Ravel et beaucoup de ses compositions sont influencées par l'impressionnisme.
En 1927 et 1945, a obtenu le Premio Nacional de Música.
Il est professeur au Conservatoire de Valence et en devient le directeur en 1951. Parmi ses élèves les plus connus, citons, entre autres, le chef d'orchestre Manuel Galduf, le pédagogue Salvador Seguí.
Manuel Palau Boix est mort à Valence le 18 février 1967.

## Œuvres
Malgré sa production musicale prolifique, Manuel Palau est relativement inconnu dans le monde musical. Il a écrit plus d'une centaine de mélodies, un concerto pour guitare, deux concertos pour piano, trois symphonies, de la musique chorale et de ballet, l'opéra Maror, etc.

### Œuvres orchestrales
- 1919 Coplas de mi tierra
- 1920 Escenes i paisatges valencians
- 1921 Tres dançes valencianes
- 1924 Danza morisca
- 1924 Tres impresiones orquestales
- 1929 Cançó de bressol pour chant et orchestre à cordes
- 1929 Homenaje a Debussy
- 1930 Muntanyesa
- 1932 Cuatro preludios pour orchestre à cordes
- 1933 Obertura española
- 1934 El ball de la falla pour chant et orchestre
- 1935 La copla del inclusero pour chœur et orchestre
- 1935 Poemes de llum
- 1935 Valencia pour piano et orchestre
- 1936 Documental valenciana
- 1937 Divertimento
- 1938 O quam suavis pour baryton, chœur mixte et orchestre à cordes
- 1939/1949 Mascarada sarcástica
- 1940 Sinfonía primera en Mi menor
- 1942 Salve pour chœur mixte et orchestre
- 1944 Sinfonía segunda en Re mayor - Murciana
- 1946 Concierto dramático pour piano et orchestre
- 1947/1959 Concierto levantino pour guitare et orchestre
- 1950 Salmantinas pour chœur de femmes et orchestre
- 1951/1955 Escena y danza de Omar
- 1953 Dos acuarelas pour orchestre à cordes
- 1963 Heráldica
- Himno nuevo al Santísimo Cristo Verdadero pour chœur mixte et orchestre
- Criatura dolcíssima pour chant et orchestre
- Suite en estilo antiguo pour orchestre

### Œuvres pour orchestre à vent (bandas)
- 1920 Himne a la bandera avec chœur
- 1921 Marcha valenciana núm. 2
- 1922 Himne a Bétera avec chœur mixte
- 1922 La cançó del poble
- 1923 Marcha valenciana núm. 4
- 1923 Pasodoble andaluz
- 1924 Penya truquera
- 1924 ¡Vaya lo fino!
- 1924 Danza mora
- 1925 Soc de Moncà
- 1925 Poemas de juventud
- 1927 Siluetas - Suite
- 1928 Gongoriana
  1. Noel
  2. Celosa estás la niña
  3. Humoresca
  4. Ecaristica
  5. En el baile del agido
  6. Glorioso parta Don Juan
- 1929 Marcha núm. 13
- 1930 Cançó de renaixença avec chœur mixte
- 1936 Dos canciones escolares avec chœur d'enfants
- 1936 Marcha Burlesca
- 1946 Himno a Manises
- 1947 Blayo
- 1956 Marcha solemne
- 1956 Tríptico catedralicio
- 1961 Riberas del Jiloca
- 1961 Rumores del Genil
- Coplas de mi Tierra
- Himne escolar avec chœur mixte

### Œuvres scéniques
- 1917 Farandulerías
- 1918 Beniflors, zarzuela en un acte
- 1920 Amor torna, zarzuela en deux actes
- 1922 A vora mar, zarzuela en un acte
- 1938 Lliri blau, ballet en deux actes
- 1938 Sino, ballet en un acte
- 1946 Joyel, ballet
- 1956 Maror, Opéra
- Amparito, nopera
- La vida alegre, opérette

### Œuvres chorales
- 1941 Aclamaciones pour chœur d'hommes
- 1947 Hermosita, hermosita pour chœur mixte
- 1950 Dos canciones alicantinas pour chœur mixte
- 1951 Cançó innocent de Blanca Fe pour chœur mixte
- 1952 Dos líricas de Anacreonte pour chœur d'hommes
- 1952 Scherzino pour chœur de femmes
- 1956 Bienaventurados pour chœur mixte
- 1958 Lletania en flor pour chœur de femmes et d'enfants
- 1958 Sega, segador pour chœur mixte
- 1959 Cançó d’hivern pour chœur mixte
- 1960 Quatre poèmes corals pour chœur mixte
- 1963 Laudate Dominum omnes gentes pour chœur mixte
- 1963 Quatre petites composicions pour chœur mixte
- 1965 La Santa Cena pour chœur mixte
- 1967 Cançoneta del balcó pour chœur de femmes
- Cançons humorístiques

### Œuvre pour guitare
- 1948 Mare Nostrum (Tres piezas mediterráneas para guitarra)

### Autres
- 1918 Gozos al Patriarca San José pour chœur mixte et orgue
- 1918 Rosario pour chœur et orgue
- 1942 Nupcias pour orgue
- 1944 Himno al Apostolado de la Oración pour chœur et orgue
- 1944/1960 Misa en Sol menor pour solistes, chœur et orchestre
- 1945 Atardecer für Solisten, pour chœur mixte et orchestre
- 1945 Ave María für Tenor, pour chœur mixte et orchestre
- 1946 Deus Israel conjugat Vos pour chœur d'enfants et orgue
- 1954 Himne a Sant Vicent Ferrer pour chœur et orchestre
- 1955 Himne de la Coronació del Sant Crist de la Fe pour chœur et orgue
- 1956 Credo pour chœur et orgue
- 1956 Himno a la Santísima Virgen de la Fuensanta pour chœur et orgue
- 1956 Himno de María Santísima de Araceli pour chœur et orgue
- 1959 Cants de primavera pour soprano, chœur de femmes et orchestre
- 1961 Cantarella pour chœur d'enfants et piano
- 1961 Justus germinabit pour chœur et orgue
- 1965 Balada al absent pour soprano, chœur de femmes et orchestre
- 1965 Canción amatoria pour chœur de femmes et orchestre
- 1965 Cançons de la llar pour chœur de femmes et orchestre
- 1965 Cançons del folklore infantivol pour chœur de femmes et orchestre
- 1965 Rapsodia d’abril pour soprano, chœur de femmes et orchestre
- 1965 Seguerilles pour chœur de femmes et orchestre
- 1965 Vibración de estío pour chœur de femmes et orchestre
- Fughetta pour orchestre de saxophones
- Himno a la Purísima pour chœur mixte et orgue
- Himno a la Virgen de las Angustias pour chœur mixte et orgue

## Style
Palau s'est inspiré du style musical français, dans lequel il a trouvé certaines de ses influences musicales les plus importantes. Les courants artistiques qui coexistaient à ce moment ont plus ou moins influencé sa musique. Mais, sans aucun doute, l'un des éléments qui ont marqué sa musique d'une manière définitive est folklore de Valence. Originaire d'un petit village de la région de Valence (Alfara del Patriarca), la musique qu'il a entendue lors des fêtes, mariages, etc., sont des sources évidentes de son inspiration. Parfois, il recrée un thème populaire, d'autres fois, il invente des mélodies lui-même dans le style de la musique folklorique, donnant à ses compositions une particularité qui différencie sa musique d'autres musiques espagnole de l'époque.

## Enregistrements
L'ONE (Orchestre national d'Espagne), ORTVE (L'orchestre de la radio-télévision espagnole), le Joven Orquesta de la Generalitat Valenciana ont enregistré sa musique ainsi que  des solistes tels Narciso Yepes, Bertomeu Jaume, Manuel Galduf, etc.

## Héritage
En 2013, les héritiers de Manuel Palau font don de leur matériel musical à la Bibliothèque de Valence et à l'IVM (Institut Musical de Valence). 3 069 livres et des partitions de sa bibliothèque personnelle, 196 enregistrements, 109 publications et 1 242 documents de ses archives personnelles, dont 840 manuscrits de ses œuvres.

## Prix
- 1927 et 1945 : Prix national de musique

## Source de traduction
- (en) Cet article est partiellement ou en totalité issu de l’article de Wikipédia en anglais intitulé « Manuel Palau » (voir la liste des auteurs).